# Šifra Nemesis
Šifra Nemesis (izdan 1971.) je kriminalistički roman »kraljice krimića« Agatha Christie s njezinom detektivkom Miss Marple.

## Radnja
Dobivši pismo od bivšeg prijatelja s puta, gospodina Rafiela, Miss Marple saznaje da je pita da istraži zločin. Jedini problem je što je Rafiel ostavio malo tragova. Nije joj rekao tko, kad i gdje.